# Fanny Davenport

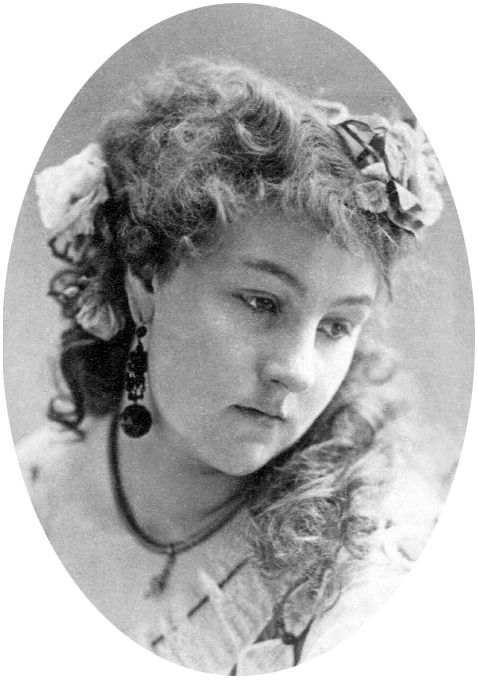
Fanny Davenport

Fanny Lily Gipsy Davenport (* 10. April 1850 in London, Vereinigtes Königreich; † 26. September 1898 in Duxbury, Massachusetts, Vereinigte Staaten) war eine anglo-amerikanische Bühnenschauspielerin und Teil Schauspielerfamilie Davenport.

## Leben
Sie wurde als ältestes Kind des Schauspielerehepaares Edward Loomis Davenport sen. und Fanny Elizabeth Vining Davenport im englischen London geboren. Von insgesamt neun Kindern erreichten sieben das Erwachsenenalter; wobei Fanny die älteste der fünf Schwestern war, zu denen auch die Theaterschauspielerin May Davenport Seymour und die Stummfilmschauspielerin Blanche Davenport zählten. Auch die jüngsten Geschwister, die Brüder Edgar Loomis Davenport jun. (1862–1918) und Harry Davenport (1866–1949) wurden Schauspieler.
Nachdem ihre Eltern 1854 in die Vereinigten Staaten zurückkehrten, ging sie als Kind auf eine öffentliche Schule in Boston. Im Alter von sieben Jahren hatte sie ihren ersten Auftritt im Bostoner Theater Howard Athenæum in der Rolle des Kindes Metamora.
Ihr tatsächliches Debüt als Schauspielerin hatte sie jedoch erst im Alter von zwölf Jahren 1862 am New Yorker Theater Niblo’s Garden in der Rolle als König von Spanien in dem Stück Faint Heart Never Won Fair Lady. Um 1869 wurde sie Mitglied der Theatergruppe von Augustin Daly und hatte mehrere erfolgreiche Auftritte, darunter Fedora von Victorien Sardou (1883), Cleopatra (1890) sowie viele weitere Aufführungen.
Sie spielte zumeist emotionale Sardou-Rollen, die in Europa von ihrem originalen Gegenpart Sarah Bernhardt verkörpert wurden. Ihren letzten Auftritt hatte sie kurz vor ihrem Tod am 25. März 1898 in Chicago am Grand Opera House. Sie starb 1899 in Duxbury, Massachusetts.

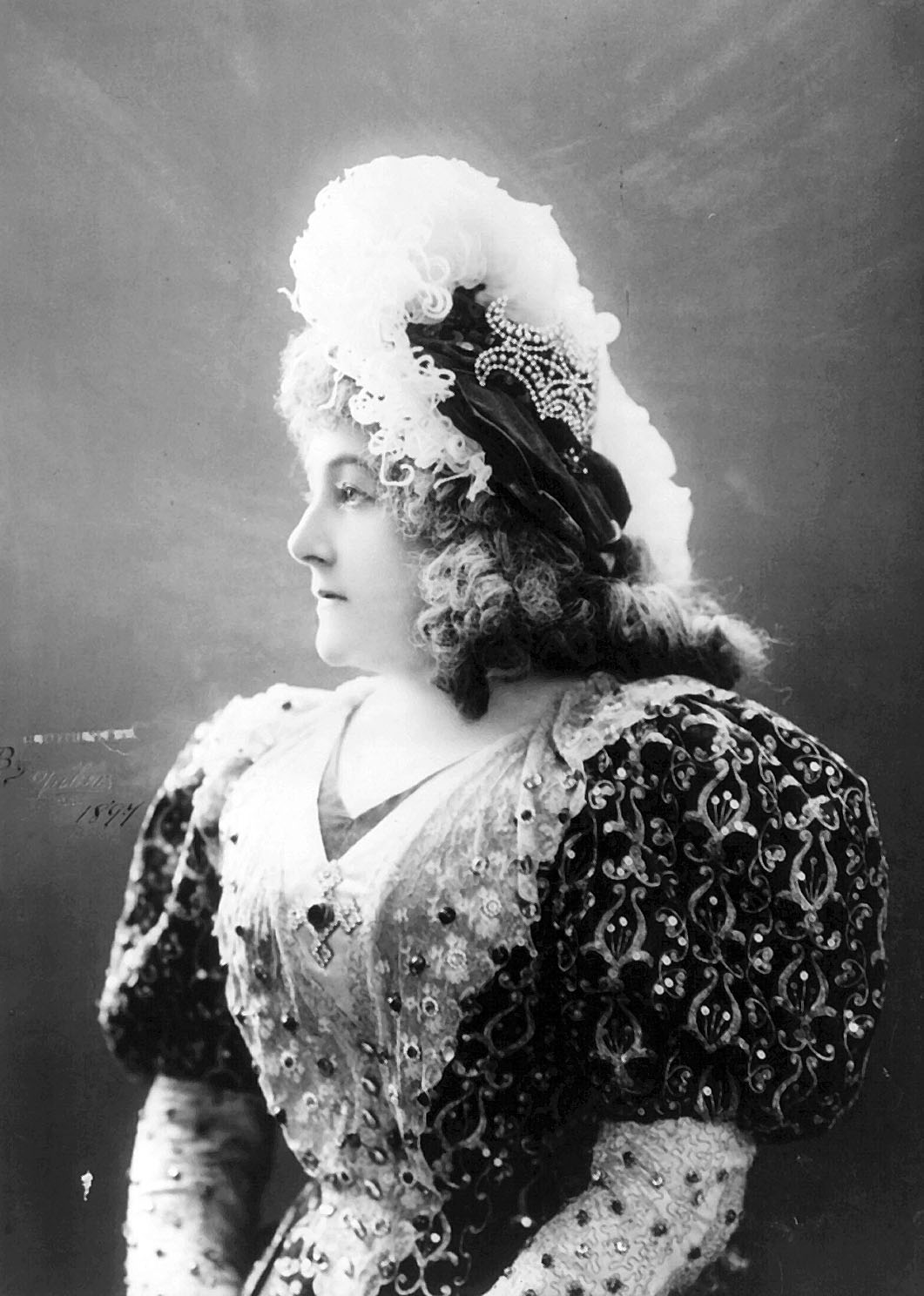
Fanny Davenport, um 1897

## Familie
Ihr erster Ehemann Edwin B. Price, den sie 1879 heiratete, war ebenfalls ein Schauspieler, aber die Ehe wurde schon ein Jahr später geschieden. Als zweiten Ehemann heiratete sie 1889 den späteren Stummfilmschauspieler Melbourne MacDowell. Beide Ehen blieben kinderlos.
Als Schwester von Harry Davenport war Fanny die Tante von dessen Tochter, der Schauspielerin Dorothy Davenport. Durch ihre Schwester May, war sie zudem Großtante von deren Enkelin Anne Seymour, die ebenfalls Schauspielerin wurde.

## Trivia
In seiner Geistergeschichte Das Gespenst von Canterville erwähnt Oscar Wilde Fanny Davenport namentlich. Im zweiten Kapitel wird sie mit Sarah Bernhardt verglichen, wobei die aus Amerika stammende Familie Otis, die Ansicht vertritt, dass Davenhport die begabtere Schauspielerin sei (siehe hierzu engl. Originaltext The Canterville Ghost bei Wikisource).